# 尧
堯，祁姓，名放勳，中國神話中五帝之一，传说出生于三阿之南。道教中為天官大帝，三官大帝之一，誕日為上元節。
按《吕氏春秋》，陶唐氏部落以舞蹈闻名于世，后来帝尧登基后又改变前人的音乐以配合舞蹈。

## 帝王生涯

### 即位
《史記·五帝本紀》記載：帝嚳有兩個兒子──摯和放勳（即堯）；帝嚳死後，以其年齡最大的兒子摯繼承帝位，為帝摯。堯好學而能幹，十三歲時就受命輔佐帝摯。帝摯才幹平庸，未能妥善管理國家。而堯仁慈愛民，明於察人，治理有方，盛德聞名天下。於是各部族首領紛紛背離帝摯，而歸附於堯。帝摯也自覺不如堯之聖明，終於在繼位九年以後，將帝位禪讓於堯。
堯踐帝位時僅二十三歲，以平陽（今山西臨汾市境）為都城，以火德為帝，人稱赤帝。他性格仁慈，十分聰明，年輕有為，當上天下共主，也不因而驕橫傲慢。他勤於政事，未敢休息。禮儀簡單，生活儉樸，絕不浪費百姓的一分一毫。例如他只吃用陶簋盛的粗飯淡湯，只求能飽。

### 實施政策

#### 政治方面

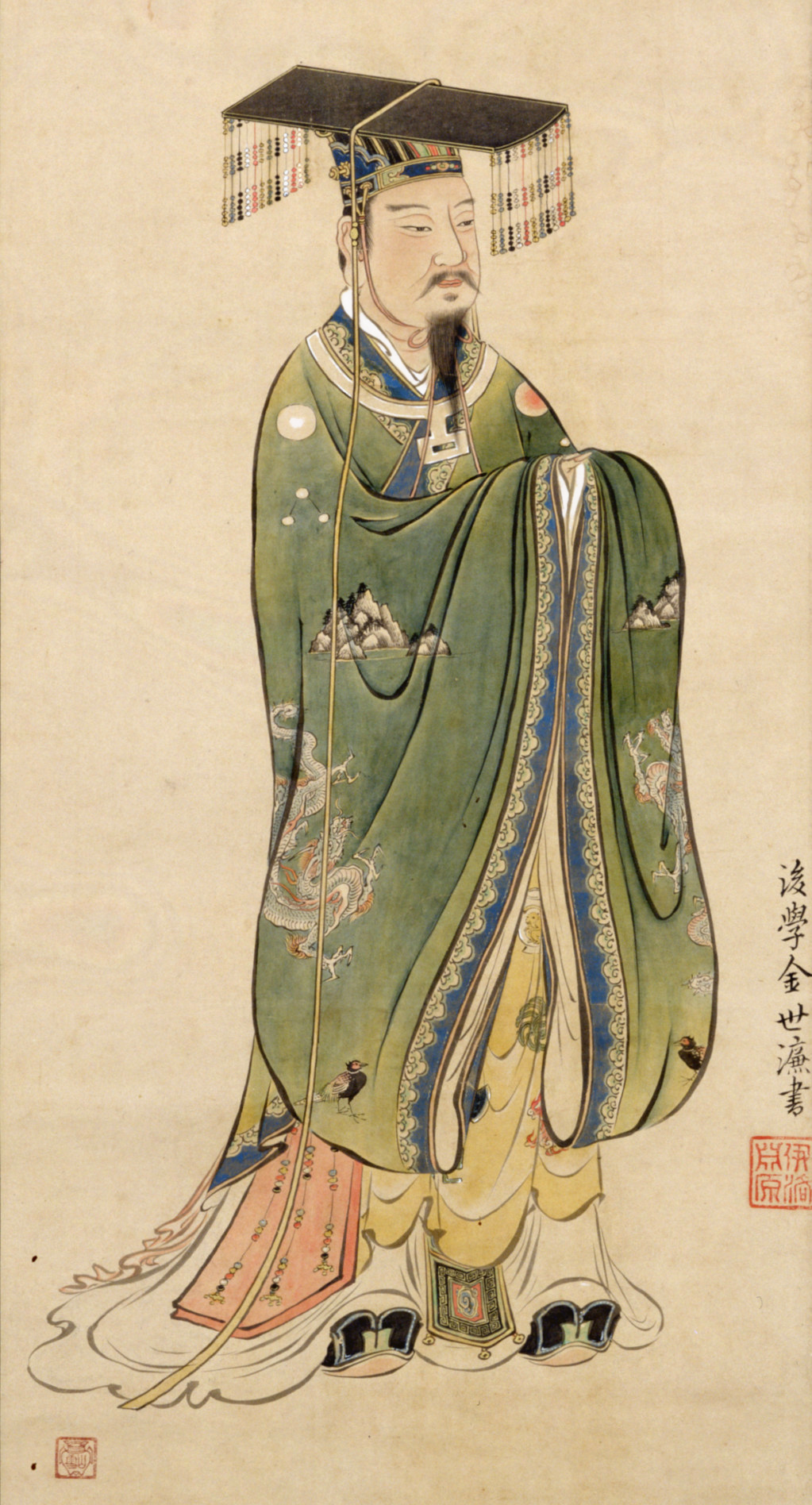
堯，狩野山雪繪

堯為了管治天下，制定法度，禁止欺詐。他設置諫鼓，讓普通人都能對國事發表意見。他樹立謗木，鼓勵百姓批評自己的過失。他說：「如果有一個人挨餓，就是我餓了他；如果有一個人受凍，就是我凍了他；如果有一個人獲罪，就是我害了他。」堯無微不至地關心百姓，輕徭薄賦，因此百姓都十分擁戴他。他又大力提倡道德與和順，使天下百姓能融洽相處，使天下萬國和諧一致。

#### 制定曆法
帝堯任命羲氏、和氏根據日月星辰的規律來制定曆法，傳授給農民。他派遣羲仲到東方的郁夷、羲叔到南方的南交、和仲到西方的西土、和叔到北方的幽都，命令他們根據晝夜長短和星的位置訂立四季和曆法。堯帝所定的曆法，一年為三百六十六日，透過設置閏月來校準四季的誤差。

### 晚年

#### 發生洪水
帝堯年老以後，到處都出現洪水泛濫，影響百姓生活，於是問四岳誰可以治好洪水。四岳說：「鯀可以。」帝堯說：「鯀違背教命，敗壞宗族，不行。」四岳說：「看法不同啊！讓他試試，不成功再說。」 帝堯聽從了四岳的意見，讓鯀治水，鯀花了九年時間，還沒有成功。

#### 禪讓

##### 史记记载
帝堯與四岳討論繼承人問題。帝堯說：「四岳，我在位已經七十年了，您几位中間有誰能承天命、繼帝位呢？」四岳齊聲回答：「我等鄙陋無德，不能辱沒神聖的帝位。」帝堯說：「那麼，把近親貴戚和隱匿民間的大德大才的人都推薦上來吧！」大家一致推舉道：「有個民間的鰥夫，叫虞舜。」帝堯說：「噢，我聽說過。這個人究竟怎樣？」四岳說：「他是一個瞎子的兒子。父親固執，母親放肆，弟弟傲慢，他卻能以孝道使得家庭和睦，不至於出亂子。」帝堯說：「那就讓他試試吧！」於是帝堯將兩個女兒娥皇、女英嫁給舜，來觀察他的德性。舜讓二妃回媯汭（河名，今山西）家中，去侍奉公婆，盡行婦道。帝堯很滿意，又讓九個兒子跟隨舜，來觀察他處理社會事務的能力。帝堯派舜負責協調民間父義、母慈、兄友、弟恭、子孝這五種人倫關係，取得成績，連帝堯的九個兒子也受到教育，變得更加淳厚謹敬。帝堯又派舜輪流到幾個官府任職。舜都盡職盡責，制定制度，使各官府的行政走上了正規。帝堯又派舜接待四方朝見的部族酋長和使者，舜態度嚴謹和睦，處事得當，使者都很敬仰中朝。帝堯派舜到山林川澤中去，在暴風雷雨交加中，舜都沒有迷路。尧觉得，權力傳給舜，天下人會受益，卻不利於丹朱；如果將權力傳給丹朱，就會使丹朱得益，而不利於天下人。他想：「我總不能讓天下人受害而只對一個人有好處！」於是他召見舜，說：「你謀劃事情詳盡周到，言論意見都獲得了實效，試用三年了，你就登上帝位吧！」舜推辭道：「我的德行不夠，總覺得還不能穩妥地擔當大任。」最後，舜接受了堯的禪讓，登上共主之位。
也有部分古籍記載，帝堯受舜的挑唆，認為自己的兒子丹朱不行，不能將天下交給他。舜讓人在堯的面前舉薦自己，讓堯覺得舜很聖明，終於堯決定將權力交給舜。
另外，堯曾計劃把天下讓給許由，許由沒有接受，堯又要把天下讓給子州支父，子州支父也沒有接受。

##### 竹书纪年与法家记载

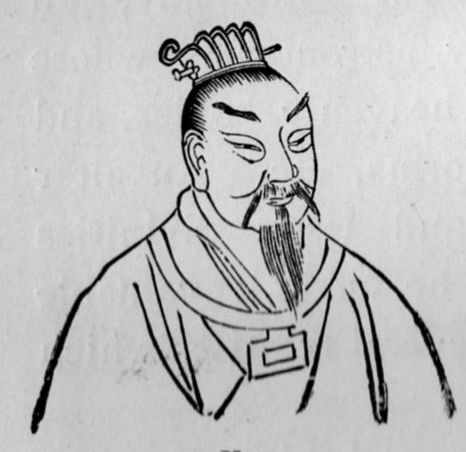
堯

《竹书纪年》中记载，舜将尧放逐到平陽囚禁，先立丹朱為帝，後奪取帝位。
關於舜脅迫堯父子讓位，在古代並非只有《竹書紀年》孤證，戰國時期的荀子、韓非子亦先後有類似說法。《荀子·正論》：「夫曰堯舜禪讓，是虛言也，是淺者之傳，是陋者之說也。」而《韓非子·說疑》：「舜逼堯，禹逼舜，湯放桀，武王伐紂，此四人者，人臣弒其君者也。」；而成書時代約略同期的《山海經·海內南經》“蒼梧之山，帝舜葬於陽，帝丹朱葬於陰”文中更稱呼丹朱為帝，間接否定了堯直接禪位予舜的觀點。因此後來的《汲冢瑣語》依據《竹書紀年》，而對此提出了疑問：「舜放堯於陽，而書云某地有城，以囚堯為號，識者憑斯異說，頗以禪受為疑。」，從現實面來說，即使從《孟子·萬章上》：「丹朱之不肖，舜之子亦不肖。」文中推測堯會認為丹朱不肖而有讓國的個人想法，但仍須面對整個家族利益集團的反對，因為在空間資源有限的情況下，這個舉動會涉及到急遽的權利與資源重分配，必然產生新舊團體間的紛爭。也因此即使是舜受禪觀點，亦有三苗不服，舜於是發動戰爭解決的記載。無論如何，在西漢後獨尊儒術、採納單一史觀的發展下，有關舜逼堯讓位的說法逐漸隱沒，而不為人所重視。
《史通·疑古》引《汲冢琐语》文：「昔尧德衰，为舜所囚也。」
後世亦有人懷疑堯舜並非禪讓：曹丕篡汉之后，感叹道：“舜禹之事，吾知之矣。”唐朝詩人李白在《遠別離》寫到：“堯幽囚，舜野死。”，懷疑堯舜禪讓的說法。

#### 駕崩
堯讓位後，繼續關注國事，經常巡視天下，做了許多利國利民的事。禪位二十八年以後，堯以一百一十八歲高齡逝世，安葬於濟陰成阳（今山东省菏泽市牡丹区胡集乡）。百姓們聽到堯逝世的消息，無不悲痛萬分，如喪父母。在此後的三年中，人們自動停止了各種娛樂活動，以表達對堯的哀思。三年喪期結束，舜提出讓位給丹朱，自己避居於南河以南的荒野。人們都不服丹朱的號令，還是向舜朝覲，百姓照樣謳歌舜的盛德。舜說：「這是天意啊！」於是重新回到國都，再一次登上共主之位。

## 家庭

帝堯立像

### 后妃
- 女皇，出自散宜氏，根据《世本》她是丹朱的母亲。《世本》：“尧娶散宜氏之子，谓之女皇。”宋忠：“女皇是生丹朱。”《帝系》《汉书》同。
- 女莹，根据《帝王世纪》她是丹朱的母亲。《帝王世纪》：女莹生丹朱。《汉书》亦云女莹。

### 子女
- 娥皇，堯的女兒，嫁給舜[9]。
- 女英，堯的女兒，嫁給舜[10]。
- 丹朱，从小极受尧的宠爱，但其个性刚烈，欠政治智慧，被尧视为“不肖之子”。
- 還有九個兒子，名字不詳。

## 其他與堯有關的事
- 据传说，尧因命羿杀十日，夏人联合有仍氏、有虞氏复仇，灭戈，灭过，杀浇，尧王城成为一片废墟。
- 道教認為天官大帝為堯，與地官大帝（舜）、水官大帝（禹），合稱三官大帝。
- 周武王時，追思元聖，褒封堯裔二十三世名京。遷至平陽（今山西省臨汾縣西南）。其裔改姓堯。
- 西漢宣帝，因為漢宣帝說堯有犯諱：「具奏曰：『唐堯乃百聖至聖，五帝盛帝，今京兆尉堯濙，實其後裔！應合避諱』。」故加食字改為饒。
- 《吕氏春秋·召类》记载：尧在丹水戰勝三苗。
- 宋代的学者罗泌在《路史·后纪十》中记载：尧教儿子丹朱如何下围棋，想以此来改变丹朱的性情。

## 考古研究
陶寺遗址被认为是可能的尧的都城。

## 評價
- 《笠翁对韵》：「曹公奸似鬼，堯帝智如神。」
- 漢宣帝：「唐堯乃百聖至聖，五帝盛帝……」

## 相關
- 澹臺姓
- 三皇五帝
- 唐虞